# Petri (Familie)

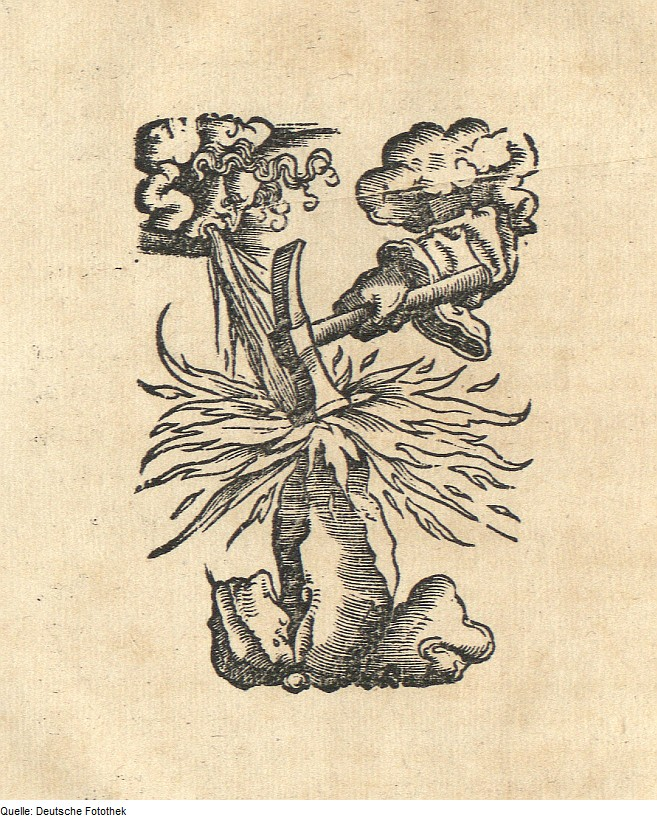
Eines der Druckerzeichen von Heinrich Petri

Die Familie Petri ist eine schweizerische Drucker-, Verleger- und Gelehrtendynastie.
Der Begründer der ersten Basler Linie war Johannes Petri (1441–1511), er wurde in Langendorf (Deutschland) geboren und siedelte später nach Basel über. Johannes Petri bekam 1488 das Basler Bürgerrecht und wurde in die Safranzunft aufgenommen. Mit seiner Frau Barbara Mellinger hatte er sechs Kinder, drei davon sind jung verstorben. Mit Johann Caspar Petri (1561) starb diese Linie aus.
Der Begründer der zweiten Basler Linie war Adam Petri (1454–1527), er war ein Neffe von Johann Caspar Petri und übernahm 1509 die Druckerei seines Onkels. Adams Sohn Heinrich Petri (1508–1579) führte den elterlichen Betrieb weiter und ab 1565 benannte Heinrich sein Unternehmen Officina Henricpetrina. Bereits 1556 wurde er in den erblichen Reichsritterstand erhoben. Heinrich Petri hat eine grosse Anzahl von Drucken produziert.
u. a. auch die zweite Ausgabe des Hauptwerkes von Copernicus. Heinrich Petri hatte mehrere bekannt gewordene Söhne, wir nennen hier nur Adam (1543–1586) und Sebastian (1546–1627), diese nannten sich ab 1564 Henricpetri.
Bekannt geworden ist auch Jacob Henric Petri (1570–1641), der ein Sohn von Adam Henric Petri war. Dieser Jacob Henric Petri wurde 1595 zum Rhetorikprofessor an der Universität Basel gewählt. Er erwarb sich einen sehr guten Ruf, hatte jedoch 1599 eine Auseinandersetzung mit der Universität und wurde letztendlich 1610 suspendiert. Allerdings hatte er Glück im Unglück: "Seine Talente und Kenntnisse hatten ihm aber eine solche Achtung erworben, dass ihn Kaiser  Matthias
1612 in den Ritterstand erhob und ihm den Titel und die Rechte eines Pfalzgrafen ertheilte".

## Bekannte Namensträger
- Johannes Petri (1441–1511), Buchdrucker
- Adam Petri (1454–1527), Buchdrucker, Verleger und Buchhändler
- Heinrich Petri (1508–1579), Schweizer Buchdrucker und Begründer der Druckerei „Officina Henricpetrina“
- Adam Henricpetri (1543–1586), Schweizer Historiker, Jurist und Hochschullehrer
- Sebastian Henricpetri (1546–1627), Drucker und Verleger
- Jacob Henric Petri (1570–1641), Rhetorikprofessor an der Universität Basel